# Timothy Brown (acteur)
Pour les articles homonymes, voir Timothy Brown et Brown.
(en) Statistiques sur pro-football-reference
Timothy Brown est un acteur et un joueur de football américain né le 24 mai 1937 à Richmond, Indiana (États-Unis) et mort le 4 avril 2020 à Palm Springs (Californie).

## Filmographie
- 1967 : Les Mystères de l'Ouest (The Wild Wild West), (série TV) - Saison 3 épisode 1, La Nuit de la Constitution (The Night of the Bubbling Death), de Irving J. Moore : Clint Cartwheel
- 1970 : MASH : Cpl. Judson
- 1971 : O'Hara, U.S. Treasury (en) (TV) : Tim Shelley
- 1972 : A Place Called Today de Don Schain : Steve Smith
- 1972 : Gunn la gâchette (Black Gunn) de Robert Hartford-Davis: Larry
- 1973 : Sweet Sugar (en) : Ric
- 1973 : Bonnie's Kids (en) d'Arthur Marks : Digger
- 1973 : Girls Are for Loving de Don Schain : Clay Bowers
- 1974 : Les frères Dynamite (en) (Dynamite Brothers) d'Al Adamson : Stud Brown
- 1975 : Nashville de Robert Altman : Tommy Brown
- 1976 : Le Gang des tueurs (Black Heat) de John Boulting : Kicks Carter
- 1976 : Gus de Vincent McEveety : Calvin Barnes
- 1979 : Dans l'enfer du Pacifique (Pacific Inferno) de Rolf Bayer : Saul Dalton
- 1982 : Family in Blue (TV)
- 1983 : American Teenagers (Losin' It) de Curtis Hanson : Assistant Coach
- 1984 : Nom de code: Zebra (en) (Code Name: Zebra) de Joe Tornatore : Jim Bob Cougar
- 1982 : Capitol (Capitol) (série TV) : Marshall Devane (unknown episodes, 1985)
- 1987 : Bigfoot (TV) : Reporter #2
- 1989 : Doombeach de Colin Finbow : Richard
- 1989 : Le Beau, la Brute et le Malin (W.B., Blue and the Bean) de Max Kleven (vidéo) : Maitre 'd
- 1990 : Midnight Ride (en) de Bob Bralver : Jordan
- 1993 : Yeojaui ilsaeng de Ho-tae Park
- 2000 : Fréquence interdite (Frequency) de Gregory Hoblit : Roof Man Billy